# Нарышкин, Эммануил Дмитриевич
Эммануил Дмитриевич Нарышкин (30 июля (11 августа) 1813, Санкт-Петербург — 31 декабря 1901 (13 января 1902), Санкт-Петербург) — обер-камергер; крупный землевладелец и благотворитель; единственный сын гофмейстера Д. Л. Нарышкина и знаменитой красавицы-польки М. А. Четвертинской, фаворитки императора Александра I.

## Биография
Родился 30 июля (11 августа) 1813 года, крещён 3 сентября в Петербурге в Симеоновской церкви духовником великой княгини Екатерины Павловны Ионом Павинским, крестник графа П. К. Разумовского и княжны Ж. А. Четвертинской. О действительном происхождении Эммануила Дмитриевича мнение историков расходится. В родословных росписях он числится законным сыном Д. Л. Нарышкина.
Современники считали его сыном императора Александра I. Но возможно, его биологическим отцом был князь Г. И. Гагарин, им Мария Антоновна Нарышкина была увлечена в 1813 году. Эта связь привела к опале и отставке князя Гагарина и послужила причиной разрыва отношений Нарышкиной с императором.

Обсуждая петербургские новости, одна из современниц писала:
Не воображай, чтоб я не знала о рождении Эммануила. Тебе, конечно, известно, что по-гречески имя это значит: Богом дарованный. Какая дерзость и бесстыдство называть этим именем незаконных детей. Вот до чего мы дожили!
После рождения сына Мария Антоновна Нарышкина уехала с детьми за границу. Они жили во Франции, Швейцарии, Германии и Англии, где Эммануил получил прекрасное воспитание и образование. По возвращении в Петербург, он был определен в Школу гвардейских подпрапорщиков и кавалерийских юнкеров, где его соучениками были Лермонтов и Мартынов. Последний вспоминал, что поэт называл Нарышкина «Французом», потому что, зная несколько языков, по-русски он говорил плохо, и не давал ему житья. Но в целом он характеризовал Нарышкина как скромного и доброго юношу, который пользовался симпатией и любовью товарищей.

## Служба
Незадолго до окончания курса Нарышкин выбыл из Школы и в марте 1836 года поступил на службу в Лубенский гусарский полк, в августе он был произведен в юнкера, а в июле 1837 года — в корнеты. В 1839 году был переведён в лейб-гвардии Конный полк.
В декабре 1843 года в чине поручика был назначен адъютантом к генерал-адъютанту графу А. Х. Бенкендорфу, после его смерти в сентябре 1844 года назначен адъютантом к графу А. Ф. Орлову. В 1846 году произведён в ротмистры. 27 апреля 1847 года Нарышкин был уволен от службы по причине здоровья в чине подполковника.
Выйдя в отставку, Нарышкин поселился в своем имении в селе Бычки, Шацкого уезда, Тамбовской губернии. С 1853 года в чине коллежского советника исправлял должность чиновника особых поручений при министре внутренних дел. В 1856 году перешёл на придворную службу церемониймейстером Высочайшего Двора. С 1860 года — вице-президент Придворной конторы и член Строительной конторы Министерства императорского двора.
Был пожалован придворными званиями «в должности гофмаршала» (1859) «в должности гофмейстера» (1861) и «в должности шталмейстера» (1863).
В 1869 году вновь вышел в отставку и уехал в деревню. В 1871 году Нарышкин вернулся на службу, 16 мая 1873 года был произведён в тайные советники. В 1879 году был назначен шталмейстером Высочайшего Двора, в 1881 году — обер-гофмаршалом, в 1883 году — президентом Главного дворцового правления, управляющим Зимним дворцом, получая жалование 8 тысяч рублей, квартиру и экипаж. С 1884 года — обер-камергер. В 1899 году Нарышкин был награждён высшим российским орденом Св. Апостола Андрея Первозванного.

## Общественная деятельность

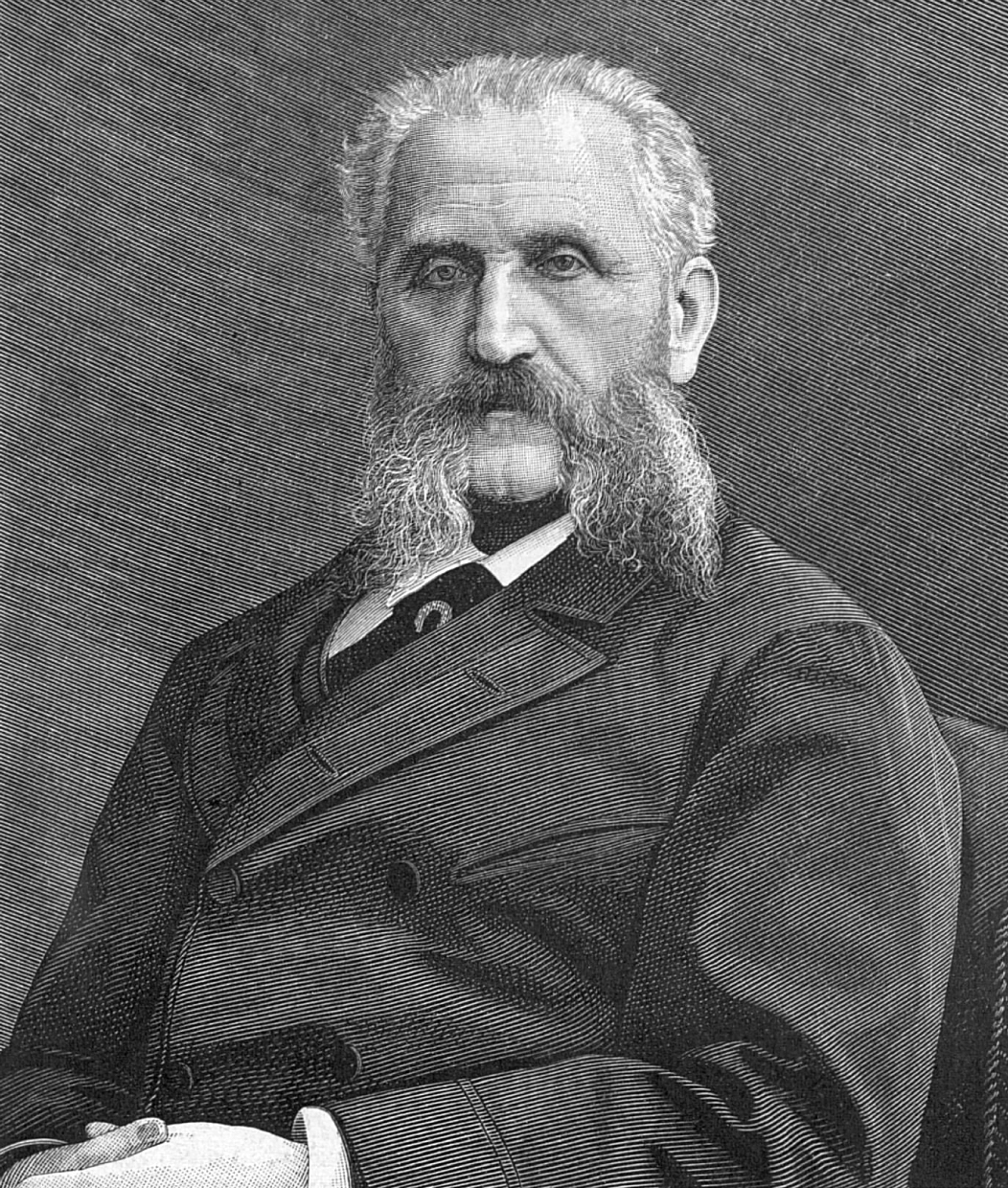
Эммануил Нарышкин в преклонном возрасте

После смерти отца и раздела наследства Нарышкин получил огромные средства, употребив их на добрые дела. И. С. Тургенев писал:
…Нарышкин едет в свои огромные саратовские поместья открывать там школы… Я очень поддерживаю его в этих мыслях.
С 1849 года имениями Нарышкина в Саратовской губернии управлял декабрист А. П. Беляев. Большую часть свой жизни Нарышкин посвятил городу Тамбову, где прославился как крупный благотворитель. В 1870 году на его средства в городе был открыт Екатерининский учительский институт. В 1874 году было основано Общество для пособия нуждающимся воспитанникам Тамбовской гимназии, в 1882 году на её территории было открыто общежитие на 40 человек, построенное всецело на средства Нарышкина. Император Александр II разрешил именовать его «Нарышкинским». В 1889 году Эммануил Дмитриевич пожертвовал 100 тысяч рублей с тем, чтобы проценты с этого капитала смогли содержать в общежитии 20 стипендиатов. По словам современников, институт был для Нарышкина самым любимым, самым близким из созданных им учреждений.
В 1876 году при поддержке императрицы Марии Александровны Нарышкин открыл Александровский приют для арестованных детей в возрасте от 6 до 13 лет. С 1881 года он сам заведовал приютом, вникая во все мелочи и расходуя на него 1 тысячу рублей в год. В приют попадали дети не только арестантов, но и сироты и дети спившихся бродяг. В приюте они обучались грамоте и пользовались полным бесплатным содержанием: обеспечивались пищей, одеждой, постелью и другими необходимыми вещами. По достижении 13 лет приют подыскивал им место, обеспечивающее их существование вне стен воспитавшего их заведения.
В 1890 году в Тамбове было учреждено первое в России Общество для устройства народных чтений. В 1892 году на средства Нарышкина было построено специальное здание для общества. На дальнейшее существование общества он пожертвовал неприкосновенный капитал в 200 тысяч рублей. В ведении общества был музей и особая библиотека, где были книги, формально не разрешённые цензурой. Узнав об устройстве здания для народных чтений, художник В. Д. Поленов передал библиотеку своего отца в общее пользование городу Тамбову.
За свою просветительскую деятельность и благотворительность Нарышкин неоднократно удостаивался благодарственного рескрипта императора. По отзывам современника Нарышкин «был благородным, скромным, великодушным, не бойким на словах, но умный на деле». Граф С. Ю. Витте характеризовал его как честнейшего, благороднейшего дворянина и царедворца.
Умер 31 декабря 1901 (13 января 1902) года в Санкт-Петербурге, погребён был на кладбище Тамбовского Казанского мужского монастыря — самом почётном тамбовском некрополе.
Марк Антокольский выполнил его бюст.

## Семья
Был женат дважды, но детей не имел.
Первая жена (с 09 ноября 1838 года) — Екатерина Николаевна Новосильцева (06.04.1817—29.12.1869), фрейлина двора (01.08.1835), дочь сенатора, товарища министра внутренних дел Н. П. Новосильцева от брака с графиней Е. И. Апраксиной. По поводу их брака мать Тургенева писала сыну: «Тебя очень интересует знать, вышла ли замуж Новосильцева за Нарышкина. Да! Вышла, но не Марья, Катенька. Марья умирает с досады». По замечанию современника, Екатерина Николаевна была «очень некрасива собой, при всей изысканности туалета она казалась небрежно одетой, но тем не менее силилась корчить львицу». Все долгие годы совместной жизни Нарышкиных связывало глубокое чувство. Умерла от рака груди в Женеве и была похоронена в пределах Федоровской церкви Александро-Невской Лавры Санкт-Петербурга.

Вторая жена (с 1871) — Александра Николаевна Чичерина (23.12.1839—1919), дочь Н. В. Чичерина и родная сестра Б. Н. Чичерина, известного юриста и философа, профессора Московского университета, родная тётка советского наркоминдела Г. В. Чичерина. За заслуги мужа была пожалована в кавалерственные дамы ордена св. Екатерины (малого креста) (15.05.1883) и в статс-дамы двора (1915). После кончины супруга Александра Николаевна продолжила дело благотворительности. В годы Русско-японской войны активно участвовала в создании лазаретов для раненых солдат. Живя подолгу в Тамбове, занималась его благоустройством, за деятельность на благо Отечества и Тамбова по решению городской Думы в 1914 году ей было присвоено звание почетной гражданки г. Тамбова. В петербургском обществе была известна под именем «тети Саши», так называли её и в императорской семье, невоздержанная на язык, резкая в обращении даже с самыми высокопоставленными особами, она нажила себе немало врагов. Умерла во время этапирования тамбовскими большевиками к месту расстрела. После гибели Нарышкиной её имущество было национализировано. Князь С. М. Волконский писал:
Расстрелы продолжались. Стали подбираться к старикам… Старуха Нарышкина, бывшая статс-дама, богатая основательница Нарышкинского общежития в Тамбове, давно мозолила глаза. Она была родная тетка Чичерина, знаменитого наркоминдела… Высокое родство с Чичериным не спасло старуху Нарышкину: или Чичерин не пожелал вступиться, или, как неоднократно объявлялось, «приказ опоздал». Ее подняли на телегу, повезли. Она была мужественна, но по дороге у нее сделался разрыв сердца: она избежала «человеческого суда».

## Адреса в Санкт-Петербурге
- 1841—1851 — улица Чайковского, 7.
- 1852—1871 — Литейный проспект, 62[18].
- 188. —1918 — Дворцовая набережная, 20/2.